# Шахтёрский (Кимовский район)
Шахтёрский — опустевший поселок в Кимовском районе Тульской области в составе Новольвовского сельского поселения.

## География
Поселок находится в восточной части Тульской области на расстоянии приблизительно 5 км на северо-восток по прямой от города Кимовск, административного центра района.

## История
Как населенный пункт был отмечен уже только на карте 1984 года. Поселок располагался у давно закрытой шахты Подмосковного угольного бассейна.

## Население
Постоянное население не было учтено как в 2002 году, так и в 2010.